# Трэш-арт
Трэш-арт, или джанк-арт (Trash art и junk art в переводе с англ. — «мусорное искусство») — направление в современном искусстве, которое связано с включением мусора в арт-объект, либо с созданием творчества исключительно из мусора.
Данное направление часто выделяют в энвайронментальном искусстве, в котором творчество художников призвано привлечь внимание к защите окружающей среды. Однако трэш-арт также связан с креативным и эстетическим отношением к обыденной среде, так как художники создают из мусора произведение искусства.
Трэш-арт или джанк-арт — термин, который впервые использовал английский критик Лоуренс Аллоуэй в 1961 году для описания городского искусства, в котором найденные или готовые объекты и механический мусор были преобразованы в картины, скульптуры и окружающую среду путем сварки, коллажей, деколи или иным образом. Название произошло от фразы «мусорная культура», которая использовалась в конце 1950-х и начале 1960-х годов, особенно в Великобритании и США, такими авторами, как Хилтон Крамер, для описания вульгарных качеств предметов со встроенным устареванием, произведенным в индустриальных странах после Второй мировой войны.

## История

### Возникновение
Первые шаги в данном направлении сделал художник Марсель Дюшан, создав произведения искусства (в основном скульптуры) из мусора и других городских отходов. Его специальностью было «готовое» — серийно выпускаемое изделие, выбранное случайным образом, изолированное от обычного контекста. Примеры готовых изделий Дюшана включают в себя: Велосипедное колесо (1913 г., готовое изделие, металл, крашеное дерево, Центр Помпиду), «Предчувствие сломанной руки» (1915 г., Художественная галерея Йельского университета) и «Фонтан» (1917 г., Реплика, Галерея Тейт).
Одним из первых экспериментаторов в трэш-арте также является Курт Швиттерс, включавший в свои коллажи пустые спичечные коробки, верёвки, пустые консервные банки. Новое направление было названо мерц-живописью (от обрывка рекламы Коммерц-унд-банка). В дальнейшем в творчестве Р. Раушенберга, К. Олденбурга, Э. Уорхолла, художников реди-мейда Т. Денингера, Нека Сэйни, Э. Ландберг, Ч. Кауфмана, Г. Петтер, И. Кабакова, представителей стрит-арта (К. Силва) мусор получил художественное воплощение.
Кубистские коллажи, созданные Пабло Пикассо и Жоржем Браком во время их фазы синтетического кубизма, — были ещё одними предшественником трэш-арта. Примеры таких скульптур Пикассо включают: Гитара (1913, листовой металл и проволока, Музей современного искусства МоМА); Бокал абсента (1914 г., роспись бронзы с ложкой абсента, Музей современного искусства Нью-Йорка).

### «Расцвет» движения
В течение XX века, в рамках модернистского восстания против использования традиционных материалов, художники начали искать новые формы и материалы, использовав которые, они смогли бы продемонстрировать, что «искусство» может быть сделано из чего угодно.
Прослеживаемый в начале XX века в искусстве Пикассо, Дюшана и Швиттерса, трэш-арт имеет аналогии в дадаизме —работы Альберто Бурри и более поздних художников Арте повера из Италии, испанских художников, таких как Антони Тапиес.
Несмотря на усилия вышеперечисленных художников, наряду с усилиями Марселя Жана (1900—1993 гг.), Джоан Миро(1893—1983 гг.) И Андре Бретона (1896—1966 гг.) — см. их работы «Призрак Гардении» (1936 г., штукатурка головы, роспись ткани, молнии, киноплёнка, Нью-Йоркский музей современного искусства); Объект (1936, чучело попугая, остатки шёлкового чулка, пробковый шар, гравированная карта, Нью-Йоркский музей современного искусства); — трэш-арт не становился движением до 1950-х годов, когда такие художники, как Роберт Раушенберг начали продвигать свои «комбайны» (комбинированную форму живописи и скульптуры), такие как Bed (1955, MoMA, Нью-Йорк) и First Landing Jump (1961, объединяет живопись, ткань, металл, кожу, электрооборудование, кабель, масляную краску, доску, Нью-Йоркский музей современного искусства).

### Мировая популярность
Вскоре после появления первых работ с использованием мусора, трэш-арт начал приобретать мировую популярность. Скульпторы начали исследовать городской мусор, в том числе влиятельный американский скульптор Дэвид Смит — Пейзаж реки Гудзон (1951, сварные стальные детали, Музей американского искусства Уитни); венесуэльский художник Хесус Рафаэль Сото (р. 1923) — см. его Без названия (1960, дерево, металлические детали, гвозди, Нью-Йоркский музей современного искусства); французский текстильный скульптор Этьенн Мартен — см. его Пальто (Дом 5) (1962, ткань, верёвка, кожа, металл, брезент, Центр Жоржа Помпиду); Швейцарский кинетический художник Жан Тенгели — известный работой «Посвящение Нью-Йорку» (1960, MoMA, NY); и болгарский Христо Явашев — см. его работу «Пакет на столе» (1961, стол, уложенный в завернутые предметы, Центр Джорджа Помпиду).

Знаменитым представителем трэш-арта в 1960-х годах был франко-американский художник Арман Фернандес, который стал известен своими необычайными скоплениями мусора и отходов, таких как Home Sweet Home (1960, сборка противогазов, Центр Джорджа Помпиду), Nail Fetish (1963, склеенная куча револьверов, Частная коллекция).
Другим известным представителем был марсельский художник Сезар Бальдаччини, который сделал свою художественную репутацию благодаря скульптурам, построенным из деталей автомобилей, таких как Compression Ricard.(1962, сжатые автомобильные детали, Центр Жоржа Помпиду).
Среди прославившихся художников, работавших с мусором, были скульптор Джон Чемберлен, чьи работы включали «Без названия» (1964, окрашенная сталь с хромом, Ниццкий музей современного искусства), «Без названия» (1968, листовой металл, Национальная галерея современного искусства, Рим) и Коко-Нор II (1967, Галерея Тейт); английский фотограф и скульптор Джозеф Гото; американец Ричард Станкевич, известный своей остроумной Парой средних лет (1954, Музей современного искусства, Чикаго); и скульптор и режиссёр Брюс Коннер, известный своими жуткими конструкциями из сломанных кукол и старых чулок.
Диапазон предметов и других современных нежелательных материалов, используемых в этом жанре, хорошо иллюстрируется в работах Йозефа Бойса, таких как Евразийская Сибирская Симфония (1963, панно, рисунок мелом, войлок, жир, заяц, расписной шест, Нью-Йоркский музей современного искусства); Ники де Сен-Фалль и её монстр Сойзи (1963, краски, различные предметы, металлический каркас, Центр Жоржа Помпиду).

В середине 1980-х большой резонанс вызвали «Верёвки» И. Кабакова, представлявшие нанизанный мелкий мусор на 16 верёвках, сопровождаемый мелкими несвязными надписями, которые можно назвать «языковым мусором». Композиция отражала целый спектр значений — от ничтожности и пародийности современного искусства до эпатажности и непринятия абсурдности быта.
В течение 1990-х группа художников, известная как Молодые британские художники (YBAs), также начала активно использовать найденный мусор в творчестве. Дэмьен Хёрст выставил ряд таких работ, в том числе «Тысяча лет» (1990 г., Коллекция Саатчи), которая состояла из разлагающейся головы коровы, личинки и мухи. Трейси Эмин прославилась работой «Моя кровать» (1998, Коллекция Саатчи), которая представляла собой её собственную неубранную кровать с потными простынями и другими очень личными вещами.
В XXI веке трэш-арт привлекает внимание многих творцов, но каждый вносит свой смысл в работу с мусором. Например, создатель выставки «Голос мусорного моря» Андрей Сикорский считает, что каждая вещь способна рассказать свою историю, выброшенные плоды цивилизации в его работах становятся символами взаимодействия человека и природы, настоящего и прошлого.

## Особенности
- Многообразие форм и материалов. В данном направлении используются разные техники, мусор используют при создании картин, скульптур. Мусорное искусство не ограничивается формами изобразительного искусства, термин распространился в кинематографе, музыке, моде.[10]
- Гибкость направления, трэш-арт легко становится частью синтеза различных стилей, практик. Пример -— Тим Нобл и Сью Вебстер соединили трэш-арт и театр теней, пропуская свет через мусорную кучу, при специальном освещении можно было увидеть причудливые фигуры, пейзажи.[11]
- Общественная значимость, тема экологии и рационального потребления ресурсов. В этом направлении работает и австралийский художник Джон Дальсен, он создает картины и различные инсталляции из пляжного мусора. Серия скульптур «Тотемы» создана из вьетнамок и пластиковых бутылок.[12]
- Провокационность.

«Art is Trash» (Эль-Арт-эс-Басура) — название улицы барселонского художника Франсиско де Пахаро (Francisco de Pájaro), который при виде кучи мусора и создает из неё спонтанное произведение искусства, переставляя коробки, мешки для мусора, сломанную мебель, затем рисует, склеивает скотчем, оставляет подпись и уходит.
Все произведения Пахаро быстро исчезают в мусорном грузовике, но в социальных сетях работы нашли постоянство, которое невозможно достичь в реальной жизни, под хэштегом #artistrash. Он создает искусство из того, что общество считает отвратительным, но для автора скопления мусора стали местом, где можно создавать монстров, высмеивать политиков и капиталистическую систему. В данном проекте творчество художника охватывает основные черты трэш-арта.